# Lisbon (Iowa)
Lisbon – miasto w Stanach Zjednoczonych, w stanie Iowa, w hrabstwie Linn. Zgodnie ze spisem statystycznym z 2000 roku, miasto liczyło 1 898 mieszkańców.